# 13C-Harnstoff-Atemtest
Der 13C-Harnstoff-Atemtest ist ein Atemgastest zur Diagnosestellung des Helicobacter pylori.

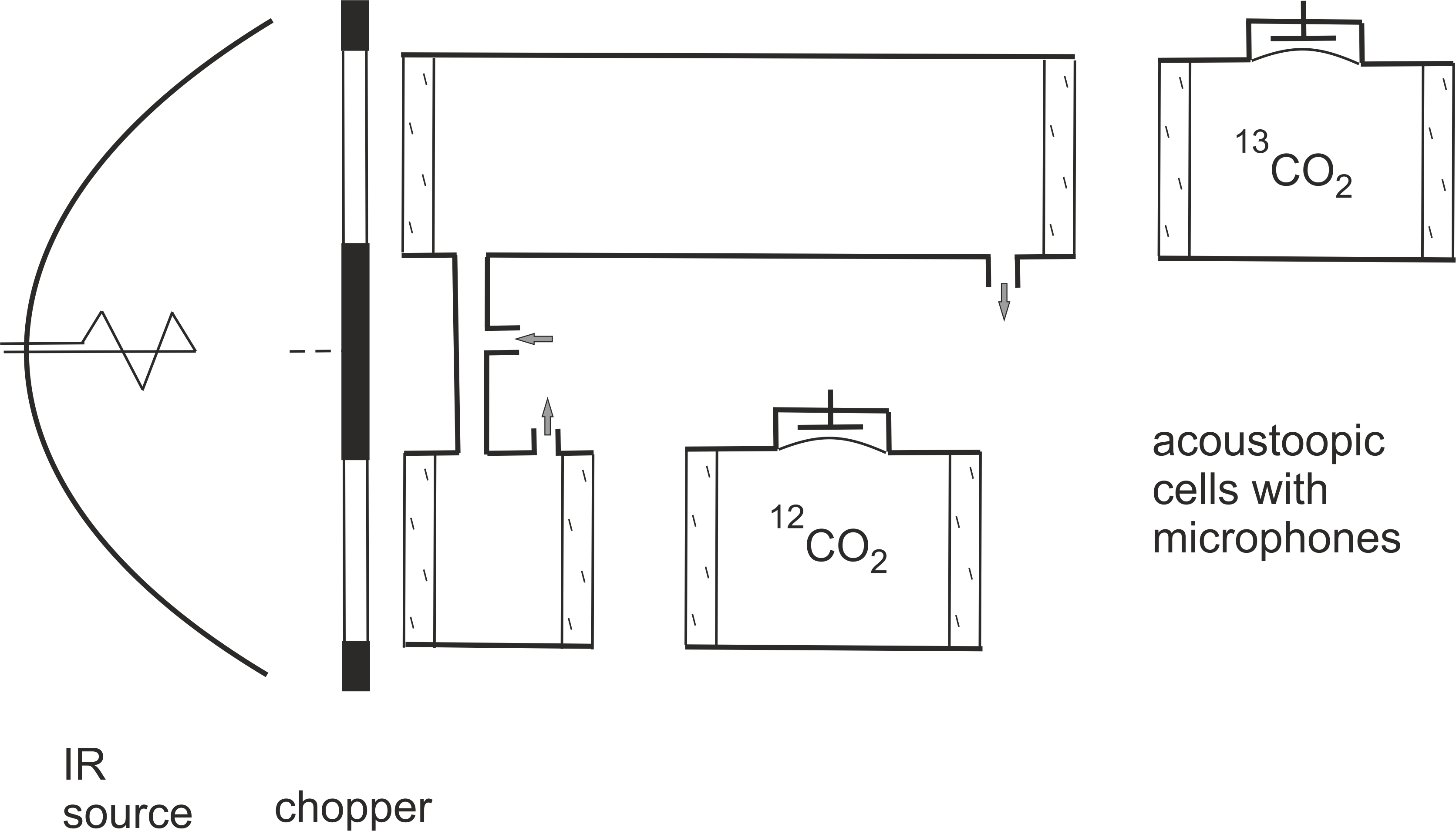
Gasanalysator auf Basis von nicht-dispersiver IR- (NDIR-) Spektroskopie (URAS). Die akustooptischen (optopneumatischen) Detektorzellen haben Kondensatormikrofone und sind mit den zu detektierenden Gasen gefüllt. Das Beispiel ist geeignet für den 13C-Atemtest. Die Pfeile zeigen Proben-Ein- und Auslässe. Die Mikrofonsignale werden gekoppelt mit Zerhackerfrequenz und -phase verstärkt.

## Durchführung
Für den Test wird dem Patienten Harnstoff verabreicht, der mit dem Kohlenstoff-Isotop 13C markiert ist. Direkt vor der Harnstoffgabe und 30 Minuten danach wird jeweils eine Probe der Ausatemluft genommen. Zusätzlich wird dem Patienten kurz vor der Verabreichung der Harnstofflösung ein saures Getränk, meist Orangensaft, gegeben, um den Magenpförtner zu schließen und somit zu gewährleisten, dass die Harnstoff-Testlösung möglichst lange im Magen verbleibt. Wenn der Patient mit Helicobacter pylori infiziert ist, spaltet das Enzym Urease (welches vom Helicobacter produziert wird) den 13C-Harnstoff zu Kohlenstoffdioxid und Ammoniak. Das Kohlenstoffdioxid wird abgeatmet und der Anteil des 13CO2 am Gesamt-CO2 vor und nach Harnstoffgabe bestimmt mit Hilfe von nichtdispersiver IR-Spektroskopie, wie allgemein bei 13C-Atemtests. Solche Apparate sind kleine Tischgeräte, die das Ergebnis innerhalb von Minuten liefern.
Seit 2012 werden Tests angeboten, die ohne die Verabreichung eines sauren Getränks auskommen und lediglich eine Wartezeit von 10 Minuten benötigen. Dazu wird eine spezielle Tablette mit reduziertem Harnstoffanteil verabreicht, bei der sichergestellt wird, dass keine Harnstoffhydrolyse im Mund oder in der Speiseröhre erfolgen kann, die das Messergebnis verfälscht.